# Halle Open 2021
Halle Open 2021 (còn được biết đến với Noventi Open 2021 vì lý do tài trợ) là một giải quần vợt thi đấu trên mặt sân cỏ ngoài trời. Đây là lần thứ 28 Halle Open được tổ chức và là một phần của ATP Tour 500 trong ATP Tour 2021. Giải đấu diễn ra tại OWL Arena ở Halle, Đức, từ ngày 14 đến ngày 20 tháng 6 năm 2021.

## Điểm và tiền thưởng

### Phân phối điểm
| Sự kiện | VĐ  | CK  | BK  | TK | Vòng 1/16 | Vòng 1/32 | Vòng 1/64 | Q  | Q2 | Q1 |
| Đơn     | 500 | 300 | 180 | 90 | 45        | 20        | 0         | 10 | 4  | 0  |
| Đôi     | 500 | 300 | 180 | 90 | 0         | —         | —         | 45 | 25 | 0  |

### Tiền thưởng
| Sự kiện | VĐ       | CK      | BK      | TK      | Vòng 1/16 | Vòng 1/32 | Q2     | Q1     |
| Đơn     | €113,785 | €84,075 | €59,860 | €40,765 | €25,480   | €14,650   | €6,750 | €3,565 |
| Đôi*    | €40,200  | €30,240 | €21,760 | €14,340 | €9,020    | €5,000    | —      | —      |

*mỗi đội

## Nội dung đơn ATP

### Hạt giống
| Quốc gia | Tay vợt               | Xếp hạng1 | Hạt giống |
| -------- | --------------------- | --------- | --------- |
| RUS      | Daniil Medvedev       | 2         | 1         |
| GRE      | Stefanos Tsitsipas    | 4         | 2         |
| GER      | Alexander Zverev      | 6         | 3         |
| RUS      | Andrey Rublev         | 7         | 4         |
| SUI      | Roger Federer         | 8         | 5         |
| ESP      | Roberto Bautista Agut | 11        | 6         |
| BEL      | David Goffin          | 13        | 7         |
| FRA      | Gaël Monfils          | 15        | 8         |

- 1 Bảng xếp hạng vào ngày 31 tháng 5 năm 2021.[3]

### Vận động viên khác
Đặc cách:
- Daniel Altmaier
- Philipp Kohlschreiber
- Gaël Monfils
- Stefanos Tsitsipas

Miễn đặc biệt:
- Jurij Rodionov

Vượt qua vòng loại:
- Nikoloz Basilashvili
- Ričardas Berankis
- Marcos Giron
- Ilya Ivashka
- Lukáš Lacko
- Arthur Rinderknech

Thua cuộc may mắn:
- Yannick Hanfmann

### Rút lui
Trước giải đấu
- Pablo Carreño Busta → thay thế bởi  Corentin Moutet
- Cristian Garín → thay thế bởi  Gilles Simon
- Casper Ruud → thay thế bởi  Sam Querrey
- Stefanos Tsitsipas → thay thế bởi  Yannick Hanfmann

## Nội dung đôi ATP

### Hạt giống
| Quốc gia | Tay vợt        | Quốc gia | Tay vợt                | Xếp hạng1 | Hạt giống |
| -------- | -------------- | -------- | ---------------------- | --------- | --------- |
| CRO      | Ivan Dodig     | SVK      | Filip Polášek          | 19        | 1         |
| POL      | Łukasz Kubot   | FRA      | Édouard Roger-Vasselin | 31        | 2         |
| GER      | Kevin Krawietz | ROU      | Horia Tecău            | 39        | 3         |
| NED      | Wesley Koolhof | NED      | Jean-Julien Rojer      | 40        | 4         |
| GER      | Tim Pütz       | NZL      | Michael Venus          | 53        | 5         |
| BEL      | Sander Gillé   | BEL      | Joran Vliegen          | 62        | 6         |
| RSA      | Raven Klaasen  | JPN      | Ben McLachlan          | 67        | 7         |
| AUT      | Oliver Marach  | PAK      | Aisam-ul-Haq Qureshi   | 84        | 8         |

- 1 Bảng xếp hạng vào ngày 31 tháng 5 năm 2021.

### Vận động viên khác
Đặc cách:
- Daniel Altmaier /  Dominic Stricker
- Dustin Brown /  Jan-Lennard Struff
- Petros Tsitsipas /  Stefanos Tsitsipas

Vượt qua vòng loại:
- Daniel Masur /  Rudolf Molleker

Thua cuộc may mắn:
- Yannick Hanfmann /  Dominik Koepfer

### Rút lui
Trước giải đấu
- Marcel Granollers /  Horacio Zeballos → thay thế bởi  Andrés Molteni /  Guido Pella
- Łukasz Kubot /  Marcelo Melo → thay thế bởi  Łukasz Kubot /  Édouard Roger-Vasselin
- Petros Tsitsipas /  Stefanos Tsitsipas → thay thế bởi  Yannick Hanfmann /  Dominik Koepfer

## Nhà vô địch

### Đơn
- Ugo Humbert đánh bại  Andrey Rublev, 6–3, 7–6(7–4)

### Đôi
- Kevin Krawietz /  Horia Tecău đánh bại  Félix Auger-Aliassime /  Hubert Hurkacz, 7–6(7–4), 6–4